# Liste der Naturdenkmale in Umkirch
| Naturdenkmale | Anzahl |
| ------------- | ------ |
| FND           | 0      |
| END           | 1      |
| Gesamt        | 1      |

Die Liste der Naturdenkmale in Umkirch nennt die verordneten Naturdenkmale (ND) der im baden-württembergischen Landkreis Breisgau-Hochschwarzwald liegenden Gemeinde Umkirch. In Umkirch gibt es insgesamt ein als Naturdenkmal geschütztes Objekt. Es handelt sich um ein Einzelgebilde-Naturdenkmal (END).
Stand: 1. November 2016.

## Einzelgebilde (END)
| Name                                     | Bild | Kennung     | Einzelheiten | Position | Fläche Hektar | Datum         |
| ---------------------------------------- | ---- | ----------- | ------------ | -------- | ------------- | ------------- |
| 1 Stieleiche (Oberförster Schmidt Eiche) | BW   | 83151150001 | Umkirch      | ⊙        | 0,0           | 15. Apr. 1964 |
| Legende für Naturdenkmal                 |      |             |              |          |               |               |